# Rio Capivara (vattendrag i Brasilien, Tocantins)
Rio Capivara är ett vattendrag i Brasilien.   Det ligger i delstaten Tocantins, i den centrala delen av landet, 800 km norr om huvudstaden Brasília.
Omgivningen kring Rio Capivara är huvudsakligen savann. Området är mycket glesbefolkat, med 2 invånare per kvadratkilometer.